# 295 a. C.
El año 295 a. C. fue un año del calendario romano prejuliano. En el Imperio romano se conocía como el Año 459 Ab urbe condita.

## Acontecimientos
- Victoria romana en la batalla de Sentino, sobre la coalición entre samnitas, celtas y etruscos (en el marco de la tercera guerra samnita), y conquista de los umbros.[1]

## Nacimientos
- Apolonio de Rodas, poeta épico.

## Fallecimientos
- Tesalónica de Macedonia